# Miroslav Junec
Miroslav Junec (ur. 3 marca 1959) – czechosłowacki kolarz torowy i szosowy, brązowy medalista mistrzostw świata.

## Kariera
Największy sukces w karierze Miroslav Junec odniósł w 1987 roku, kiedy wspólnie z Miroslavem Kunderą, Pavlem Soukupem i Svatoplukiem Buchtą zdobył brązowy medal w drużynowym wyścigu na dochodzenie podczas torowych mistrzostw świata w Wiedniu. Ponadto Junec zdobył złoty medal w wyścigu punktowym i srebrny w wyścigu na 1 km podczas mistrzostw świata juniorów w 1977 roku. W 1982 roku wystartował w Tour de Pologne, zajmując między innymi trzecie miejsce na czwartym etapie oraz drugie na piątym. Nigdy nie brał udziału w igrzyskach olimpijskich.